# 来苏尔

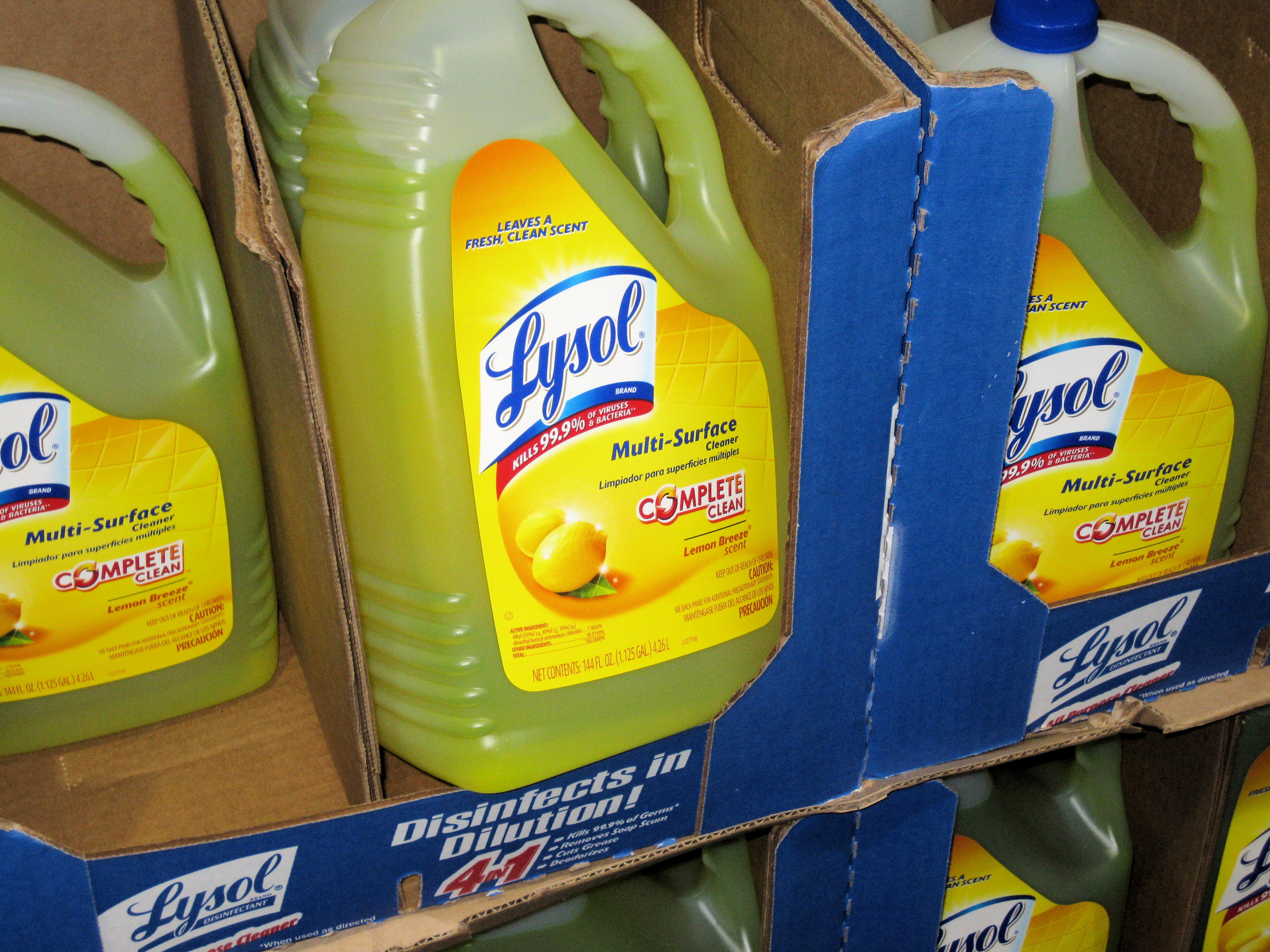
商店货架上的清洁产品来苏尔

来苏尔，又名来苏水、来苏儿、来舒，是利洁时 (Reckitt Benckiser) 分发的家用清洁剂與消毒剂的品牌名称。用于清洗销售，消毒食品表面和去除异味。该名称用于喷雾剂，预饱和的组织以及液体解决方案。许多来苏尔产品的有效成分是苯扎氯铵。这种成分对鱼类来说是剧毒(LC50 = 280 μg ai/L)，对水生无脊椎动物的毒性非常高(LC50 = 5.9 μg ai/L)，对鸟类是中等毒性(LD50 = 136 mg/kg-bw)，对哺乳动物来说是轻微毒性（“安全”）(LD50 = 430 mg/kg-bw)。

## 历史
来苏尔的原始配方中包含甲酚。该配方仍可能在世界的一些地区市售。含氯酚配方仍然在美国上市。
1918年流感大流行期间，莱恩＆芬克公司来苏尔消毒剂作为一种有效的流感病毒对策做广告。报纸广告的为防止疾病的传播提供了提示，包括用来苏尔洗涤病室以及患者所接触到的一切。一小瓶5加仑（19升）消毒液（50美分），以及一瓶较小的2加仑（7.5公升）消毒液（25美分）。该公司还做“不登大雅之堂”的广告，来苏尔F.&F.（农场及工厂）5加仑（19公升）在工厂和其他大型建筑物中的使用时，可以直接稀释成50加仑消毒液。
在20年代末期来苏尔消毒剂开始由制造商来苏尔销售，莱恩和芬克公司作为一个女性卫生产品注册与分销。他们暗示说，用稀释的来苏尔溶液冲洗阴道可防止阴道感染和气味，从而保留的青春与婚姻幸福。这个来苏尔溶液也被用来作为节育剂，如性交后冲洗是防止怀孕是当时流行的方法。后来医学界建议不要这么使用，因为来苏尔会消灭健康阴道正常的细菌，从而使更强的致病菌繁荣生长，并且还会通过消除气味掩盖更严重的问题。同时，约瑟夫·德·李，曾通过他的作品对美国产科实践产生很大影响的美国著名的产科医生，鼓励在生产过程中使用来苏尔。“……[之]前引进的方法，用棉花抹剂挤出1%来苏尔溶液来进行自由冲洗阴道，这个想法以子宫操作实施到产后伤口不可避免地减少了传染性物质的量。”
当拜尔收购斯特灵-温斯洛普时，莱恩和芬克是在1967年收购了斯特灵药物并于1994年收购利洁时和科尔曼L&F。

## 成分
不同的来苏尔产品中含有不同的有效成分。来苏尔产品中使用的有效成分的例子：
- 乙醇/SD酒精，40 1~3%;流体作为消毒剂
- 异丙醇，1-2%；部分责任来苏尔浓烈气味；作为清洁剂并去除异味
- p-氯-o-苄基苯酚，5-6%；防腐剂
- 氢氧化钾，3-4%；
- 烷基（C12-C18）二甲基苄基铵，0.08%；防腐剂
- 烷基（C12-C16）二甲基苄基铵，0.02%；防腐剂

## 其他用途
- 据报道，一些酗酒者使用一些含酒精配方的来苏尔作为饮料。在某些司法管辖区的法律已经通过禁止卖方向很可能使用产品及同类产品用作饮料的人销售。[11][12]
- 西尔维亚·普拉斯她的诗“巨人”中提及来苏尔。
- 曾為中共十大中央委員的于會泳服來蘇爾自殺。